# Patrice
Patrice  är den franska formen för mansnamnet Patrik. Namnet används idag både som mans och kvinnonamn. Namnet är något vanligare på kvinnor. I Sverige bär 131 kvinnor och 76 män namnet.[källa behövs]